# 2-氨基噻唑啉-4-甲酸
2-氨基噻唑啉-4-甲酸或2-氨基二氢噻唑-4-甲酸（ACTA）是一种含硫有机杂环化合物，化学式为HO2CCHCH2SCNH2N，它是工业上合成L-半胱氨酸的中间体。它和2-亚氨基四氢噻唑-4-甲酸处于互变异构的平衡状态。
它可由2-氯丙烯酸甲酯和硫脲的反应制得。它是半胱氨酸和氰化物缩合的产物，因此可作为氰化物中毒的生物标志物。